# XG
XG (англ. Xg blood group) – білок, який кодується однойменним геном, розташованим у людей на короткому плечі X-хромосоми. Довжина поліпептидного ланцюга білка становить 180 амінокислот, а молекулярна маса — 19 723.
| 10         |  | 20         |  | 30         |  | 40         |  | 50         |
| ---------- |  | ---------- |  | ---------- |  | ---------- |  | ---------- |
| MESWWGLPCL |  | AFLCFLMHAR |  | GQRDFDLADA |  | LDDPEPTKKP |  | NSDIYPKPKP |
| PYYPQPENPD |  | SGGNIYPRPK |  | PRPQPQPGNS |  | GNSGGYFNDV |  | DRDDGRYPPR |
| PRPRPPAGGG |  | GGGYSSYGNS |  | DNTHGGDHHS |  | TYGNPEGNMV |  | AKIVSPIVSV |
| VVVTLLGAAA |  | SYFKLNNRRN |  | CFRTHEPENV |  |            |  |            |

A: Аланін

C: Цистеїн

D: Аспарагінова кислота

E: Глутамінова кислота

F: Фенілаланін

G: Гліцин

H: Гістидин

I: Ізолейцин

K: Лізин

L: Лейцин

M: Метіонін

N: Аспарагін

P: Пролін

Q: Глутамін

R: Аргінін

S: Серин

T: Треонін

V: Валін

W: Триптофан

Задіяний у такому біологічному процесі, як альтернативний сплайсинг. 
Локалізований у клітинній мембрані, мембрані.